# Heaven (Live)
Heaven is een nummer van de Amerikaanse alternatieve rockband Live uit 2003. Het is de eerste single van hun zevende studioalbum Birds of Pray.
Volgens frontman Ed Kowalczyk gaat "Heaven" over zijn eerste dochter Ana. De geboorte van zijn dochter heeft Kowalcyzks zoektocht naar spiritialteit beëindigd. Het nummer, dat een optimistisch geluid kent, was in Amerika niet heel succesvol; het bereikte de 59e positie in de Billboard Hot 100. In de Nederlandse Top 40 deed de plaat het beter met een bescheiden 21e positie, terwijl het in Vlaanderen op de 6e positie in de Tipparade terechtkwam. Buiten het Nederlandse taalgebied werden geen Europese hitlijsten bereikt.

## Tracklijst
- Cd-single

1. "Heaven" – 3:52
2. "Life Marches On" – 2:55
3. "Forever May Not Be Long Enough" (Egyptian Dreams Remix) – 4:06
4. "Overcome (Live) – 4:25